# Federico Sartor
Federico Sartor, né le 6 septembre 1995 à Vittorio Veneto, est un coureur cycliste italien.

## Biographie
Au début de l'année 2017, Federico Sartor figure parmi la sélection nationale italienne montée par Davide Cassani pour participer au Tour de San Juan, en Argentine.

## Palmarès
- 2013
  - 2e de la Coppa Montes
- 2015
  - Circuito dell'Assunta
  - 2e de la Medaglia d'Oro Fiera di Sommacampagna
  - 3e du Grand Prix De Nardi
- 2016
  - Giro del Piave
  - Circuito Casalnoceto
  - 2e de la Coppa Ardigò
- 2017
  - 2e étape du Tour de Vénétie
  - Coppa Ciuffenna
  - Coppa Collecchio
  - 2e de Milan-Busseto
  - 2e du Gran Premio Ciclistico Arcade
  - 2e de la Medaglia d'Oro Fiera di Sommacampagna
  - 3e du Gran Premio La Torre
  - 3e du Circuito del Compitese
- 2018
  - 2e du Circuito del Compitese